# 遠東韻律
東方聯盟（Far⋆East Movement，縮寫FM）是一組來自美國加州洛杉磯的亞裔電音/嘻哈饒舌樂團，也是首個與美國主流唱片公司簽約的亞裔嘻哈團體。樂團的所有成員都是美籍亞裔，分別來自日本、韓國及菲律賓。

## 成員
- 基夫·尼什（真名 Kevin Nishimura，中日混血）
- Prohgress（真名 James Roh，韓裔）
- J-Splif（真名 Jay Choung，韓裔）
- DJ Virman（真名 Virman Coquia，菲律賓裔）

## 音樂作品
專輯
- 《Folk Music》（2006年）
- 《Animal》（2009年）
- 《Free Wired》（2010年）
- 《魔幻炫音（英语：Dirty Bass）》（2012年）
- 《Identity（英语：Identity (Far East Movement album)）》（2016年）

## 音樂活動

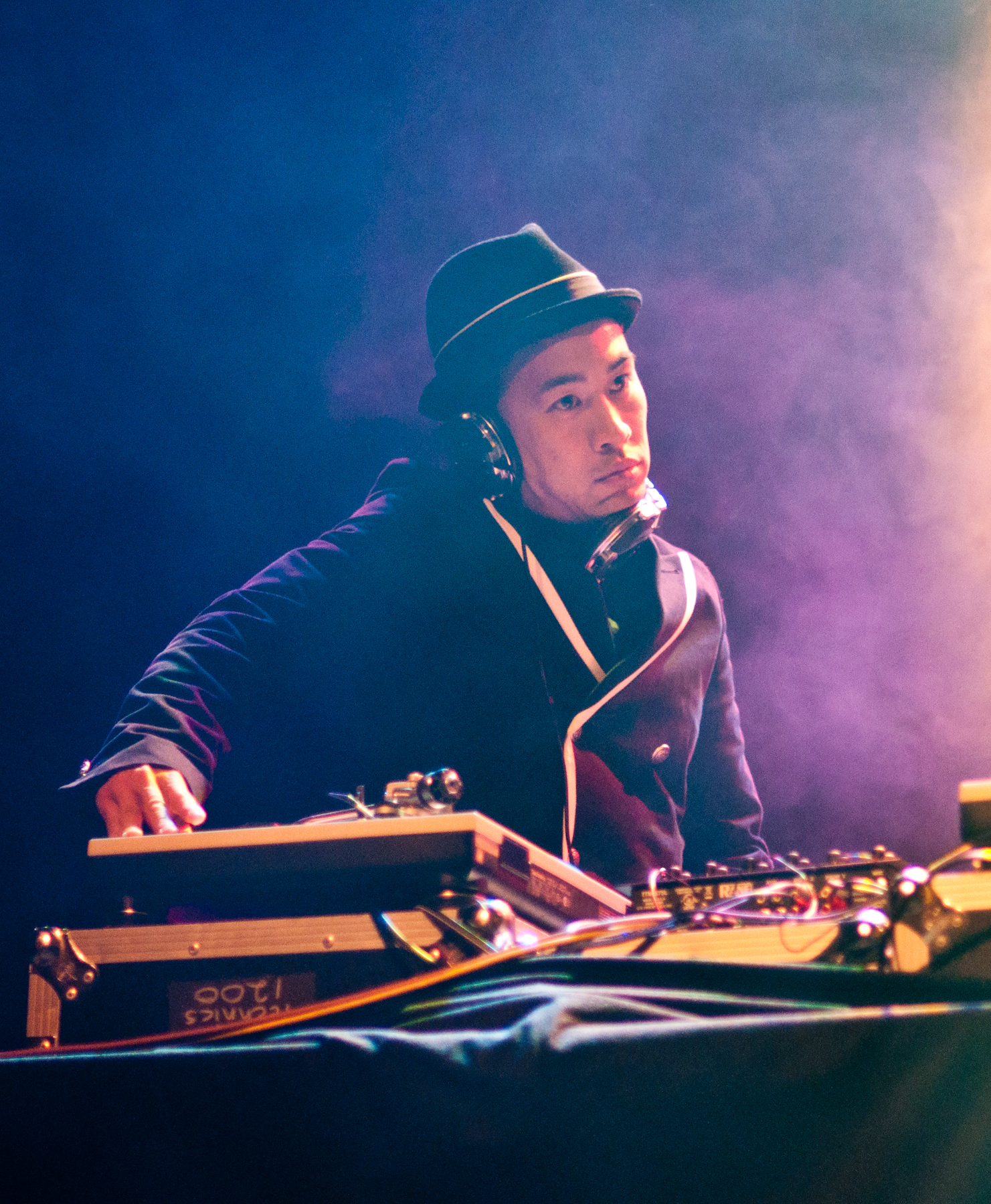
DJ Virman 在聖地亞哥的照片

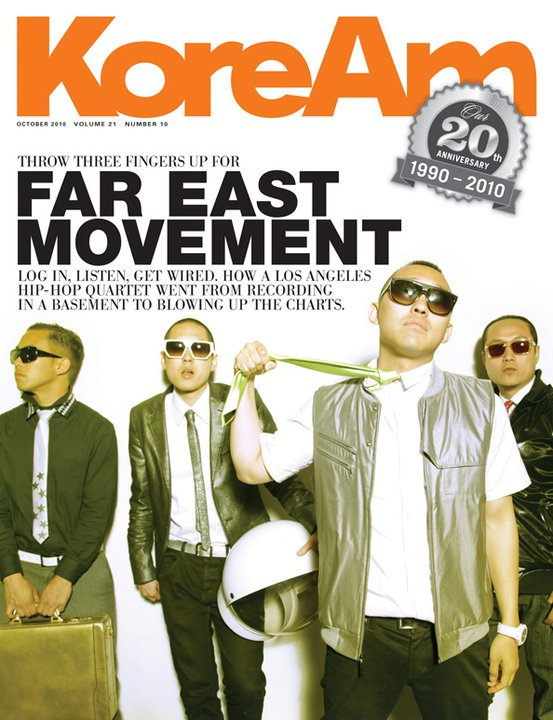
2010年10月登上《KoreAm》封面

- 他們的首場多元文化現場樂會是在洛杉磯的韓國城舉行，為當地的吸毒康復中心演出。他們借在《玩命關頭3：東京甩尾》中的“Round Round”一曲而出名，不久後即開始在 《CSI: Miami》、《CSI: NY》、《HBO’s hit show Entourage》、《Gossip Girl》 和 《Finishing the Game》 等節目或作品中露面。[2]

- 2008年以《Girls on the Dance Floor》首次登上告示牌[3]

- 2009年時被邀請到美國西海岸的嘻哈樂會 Power 106's Powerhouse 2009 上与黑眼豆豆、Jay-Z、尚恩·保罗、Flo Rida等众多明星同台演出。同一年在L.A.的MTV IGGY Family接受邀請演唱 “Fetish”,同場IGGY 也介紹了Epik High 與Dumb Foun Dead、 MYK 、Kero One 合作演唱〈the Map the Soul tour〉

- 2010年與Interscope Records 旗下Cherrytree Records 簽約推出第四張的專輯《開放空間 (Free Wired)》共10首歌曲，參與專輯的有Snoop Dogg、Keri Hilson助陣，首支單曲“Like a G6”與The Cataracs&Dev.合作，第二支主打曲目是與共和世代主唱Ryan Tedder 合作的"火箭人"。同年10月时登上告示牌百强单曲榜首位，並達成白金銷量。

- 曾經作為Lady Gaga日本演唱會的開場樂隊[4]

- 2010年11月29日參加2010韓國Mnet亞洲音樂盛典（Mnet Asian Music Awards，簡稱MAMA）, 並獲得Best International Artist獎項.

## 音樂合作
2014年與韓國金賢重，聯手打造音樂新風貌，推最新韓語迷你專輯《TIMING》。
2015年與亞洲流行天王王力宏的新歌電音嗨歌《夢寐以求》以創新的中文EDM曲風。《夢寐以求》找來美國當紅的亞裔音樂團體”Far East Movement”編曲混音、MV編舞更找來好萊塢天王天后御用編舞老師操刀，有如”夢寐以求”的黃金陣容團隊跨國打造下，讓這首歌成為王力宏新專輯《你的愛。》的畫龍點睛之作
2018年，聯手網易雲音樂推出年度音樂計劃“X計劃”。9月17日，發行張杰演唱的首發單曲《竹》
2019年与EXO唯一中国成员张艺兴合作单曲lovebird。

## 資料來源與注釋
1. ↑  Liu, Marian. . The Seattle Times. 2009-05-21  [2019-09-26]. （原始内容存档于2012-07-15）.
2. ↑  . AZN Lifestyles.   [2009-05-22]. （原始内容存档于2009-02-23）.
3. ↑  . Billboard.com.   [2011-09-04]. （原始内容存档于2014-07-06）.
4. ↑  . mtviggy.com.   [2010-03-17]. （原始内容存档于2010-11-21）.，Far East Movement Will Open for Lady Gaga in Japan
5. ↑  . PlayMusic 音樂社. 2014年7月19日  [2015年2月19日]. （原始内容存档于2016年3月4日）.
6. ↑  . 東森新聞. 2015年2月6日  [2015年2月19日]. （原始内容存档于2020年7月5日）.

## 外部連結
- 遠東韻律的Facebook專頁 （页面存档备份，存于）
- 東方聯盟的instagram帳戶
- 遠東韻律的Twitter帳戶 （页面存档备份，存于）
- 遠東韻律的YouTube頻道 （页面存档备份，存于）
- 官方网站 (美國)
- 官方网站 (日本)